# نجاة الصغيرة
نجاة محمد كمال حسني البابا المعروفة بـ نجاة الصغيرة (ولدت 1357 هـ/ 1938 م)، مغنية وممثلة مصرية. تُعَد من أشهر رموز الموسيقى العربية في العصر الذهبي للخمسينيات والستينيات من القرن العشرين. اعتزلت الغناء عام 2002. ثم عادت للغناء في بدايات عام 2017. ثم عادت للظهور بعد طول غياب في حفل جوائز «جوي أووردز» (joy Awards)، الذي أقيم بمدينة الرياض مساء السبت 20 يناير 2024م، وقد بلغت السادسة والثمانين من عمرها، أدَّت فيه مقطعًا من أغنية «عيون القلب» من كلمات عبد الرحمن الأبنودي، وألحان الموسيقار محمد الموجي.
وهي حاليًّا آخرُ من بقي على قيد الحياة من المطربين الذين شاركوا في نشيد الوطن الأكبر، وآخر من بقي حيًّا من المطربين الذين تغنَّوا بألحان الشيخ زكريا أحمد.[بحاجة لمصدر]

## حياتها
ولدت نجاة الصغيرة في القاهرة، يوم الخميس 15 جُمادى الآخرة 1357هـ الموافق 11 أغسطس 1938م، لأسرة دمشقية من أصل كردي، فوالدها هو الخطاط الدمشقي محمد كمال حسني البابا، وأمها مصرية،، وأختها غير الشقيقة هي الفنانة سعاد حسني. هاجر والدهما إلى مصر في شبابه. وابن عم والدها هو الفنان السوري أنور البابا.

وفي مقابلة تلفازية مسجلة مع نجاة في منتصف الستينيات للتلفزيون المصري مع المذيعة سلوى حجازي، ذكرت نجاة أن لها ثمانية أشقاء وشقيقات.[بحاجة لمصدر] وأشارت بعض وسائل الإعلام في الآونة الأخيرة إلى ضعف هذا العدد. وذُكر أن لنجاة سبعة عشر من الإخوة والأخوات. حيث عدّوا إخوة سعاد حسني من أمها إخوة لنجاة فقالوا إن لنجاة 17 أخًا وأختًا، وليس ذلك بصحيح، لأنهم ليسوا أولادًا لمحمد حسني ولم تنجبهم والدةُ نجاة. والحقيقة أن لنجاة عشرةَ أخوة وأخوات، هي واحدة بين ثمانية أشقاء وشقيقات من أمها وأبيها محمد حسني، هم على النحو الآتي، أربعة أولاد: عز الدين، نبيل، فاروق، سامي، وأربع بنات: خديجة، سميرة، نجاة نفسها، عفاف، إضافة إلى ثلاث أخوات من والدها وزوجته الثانية "جوهرة محمد حسن"، وأخواتها هن: كوثر، سعاد، صباح. وبعد أن انفصلت جوهرة محمد حسن عن محمد حسني (والد نجاة وسعاد) تزوجت بآخرَ وأنجبت منه ستة أولاد (ثلاثة أبناء، وثلاث بنات).

الخطاط العراقي الشهير هاشم محمد البغدادي يقف في المنتصف (بجانب عز الدين شقيق نجاة). جاء هاشم إلى القاهرة لرؤية محمد حسني، والد نجاة (الجالس على اليسار). وتظهر في الصورة "نجاة" حيث تجلس في كنف الشيخ محمد عبد الرحمن)(عام 1946).

كان بيت والدها معروفًا باسم «بيت الفنانين». فابنه، عز الدين حسني (1927- 2013) ملحن موسيقي، وقد درَّس شقيقته نجاة الموسيقى والغناء. وابنه الآخر سامي حسني يعزف على آلة التشيلو، وهو كذلك مصمِّم جواهر وخطاط. وابنته الفنانة الشهيرة سعاد حسني (1943- 2001).

## مسيرتها الفنية

### البداية
بدأت نجاة الصغيرة بالغناء في التجمعات العائلية في سن الخامسة. وشاركت في أول فيلم لها بعنوان «هدية» (صدر عام 1947) في سن الثامنة. كتب عنها الكاتب الصحفي المصري فكري أباظة في بداية ظهورها: «إنها الصغيرة التي تحتاج إلى رعاية حتى يشتدَّ عودها، وفي حاجة إلى عناية حتى تكبَر، وهي محافظة على موهبتها، مبقية على نضارتها».[بحاجة لمصدر]

### الاحتراف
عندما بلغت نجاة سن التاسعة عشرة، كلَّف والدها شقيقها الأكبر «عز الدين» بتدريبها على حفظ أغاني أم كلثوم لتقوم بأدائها فيما بعد في حفلات الفرقة. ووصلت نجاة إلى درجة من الإتقان، مكنتها من تقليد أم كلثوم، وبهذا بدأت مرحلة جديدة في مشوارها الفني.
قدم لها الشاعر مأمون الشناوي أغنية «أوصفولي الحب» من تلحين محمود الشريف، وكانت هذه الأغنية بدايتها الفنية الحقيقية. ومنذ ذلك الوقت أحاطت «نجاة» نفسها بالمثقفين أمثال محمد التابعي، مأمون الشناوي، كامل الشناوي، فكري أباظة، محمود الشريف، وأخيها عز الدين حسني إضافة إلى رؤوف ذهني وغيرهم. فكوَّنت نجاة بذلك هيئة مستشارين من أصدقاء ينصحونها، وينيرون الطريق أمامها.
إلى جانب موهبتها عُرفت نجاة بدقتها الشديدة جدًّا في العمل، وحرصها الشديد الأقرب إلى الوسوسة. وكان لهذا الحرص أثر كبير في نجاحها المستمر.
تعاونت نجاة بعد ذلك مع الموسيقار محمد عبد الوهاب في لحن «كل دا كان ليه»، لتتوالى بعدها أعمالها الفنية. وغنَّت أيضًا للملحنين: سيد مكاوي، وحلمي بكر، وبليغ حمدي، وكمال الطويل وهو أفضل الموسيقيين الذين استوعبوا صوتها[وفقًا لِمَن؟]، وكذلك الموسيقار محمد الموجي وهاني شنودة.
في السنوات العشر الأولى من مسيرتها الغنائية قلَّدت نجاة المطربين الآخرين، خاصة أم كلثوم. وفي عام 1946 كتب الصحفي المصري الشهير فكري أباظة (1896- 1979) في مجلة المصور تقريرًا بعنوان (مطربة يجب أن تستولي عليها الحكومة) طالب فيه الدولة بدعم موهبة نجاة الصغيرة. وتقول عائلتها عن تلك المرحلة أنها كانت بمنزلة «تدريب» لصوتها. رغم ذلك، في عام 1949، قدم الملحن محمد عبد الوهاب (1902-1991) بالفعل شكوى رسمية في مركز شرطة ضد والد نجاة، ادعى فيها أن هذا التدريب هو عرقلة للعملية الطبيعية لتنمية صوتها، وأنها ينبغي أن تترك وحدها لتتطور بشكل طبيعي دون تلك التدريبات.
كان أداء نجاة على المسرح دائما موفقا. قال الملحن كمال الطويل (1922-2003) وهو أحد الذين تعاونوا معها كثيرا، في مقابلة تلفزيونية أنه بالنسبة إلى الملحنين فإن نجاة الصغيرة كانت الأفضل أداء على مستوى العالم العربي.[بحاجة لمصدر] وبالنسبة إلى الجمهور فهم يضعونها في المركز الأول عربيا. حتى قبل أم كلثوم (1898-1975)، التي لا يزال العديد من الناس يعتبر أنها أعظم مطربة عربية في التاريخ.
كما يرى محمد عبد الوهاب، وهو أبرز ملحن عربي في القرن العشرين، أن أعماله وألحانه كانت أكثر أمانا مع نجاة. ووصفها بأنها «صاحبة السكون الصاخب»!
ويقول نزار قباني (1923-1998)، الدبلوماسي السوري وأحد أشهر الشعراء المعاصرين وأكثرهم احتراما في العالم العربي، في مقابلة تلفزيونية أنه عندما ينشر ديوانا شعريا فإنه يأمل في الحصول على نحو 15 ألف قارئ على أحسن تقدير، لكن عندما تغني نجاة إحدى قصائده فإنها تجتذب الملايين في العالم العربي. ويقول أيضا «... وأعتقد أنها (يقصد نجاة) هي الأفضل من بين المطربين الذين غنوا وعبروا عن قصائدي»
تركت نجاة تقليد المطربين الآخرين عندما غنت أول أغنية خاصة بها في عام 1955 عن عمر يناهز 16 عاما. في مقابلة مع نجاة أجريت عام 1964، قالت أن أغنيتها الأولى كانت ” لية خليتني أحبك؟" (أغنية ليلى مراد)، وبعد ذلك أطلقت العديد من الأغاني الأخرى لمحطات الراديو. وكانت مدة كل أغنية منها 7 إلى 8 دقائق. ثم بدأت في تقديم الأغاني “الطويلة”. حيث تحكي كل واحدة من هذه الأغاني قصة ما وكل أغنية تستمر عادة لمدة 20 إلى 40 دقيقة في بعض تسجيلات الاستوديو.
لتحافظ على جمهورها لفترة أطول على خشبة المسرح تحول انتباه نجاة إلى شعراء مثل نزار قباني. صاحب الأنماط الشعرية الكلاسيكية التي تجمع بين البساطة والأناقة في استكشاف مواضيع الحب والأمور النسوية. تغنت نجاة بأربع من قصائده على الأقل والتي كانت تلحن من قبل عبد الوهاب. كانت هذه الأغاني طويلة المدة ناجحة للغاية وزادت من شعبيتها على وجه السرعة حتى اقتربت من شعبية أم كلثوم. وكان نجاحها مع الأغنيات الطويلة هائلا. وكان تدريبها دقيق، فكانت تخضع لبروفات مطولة في استوديوهات التسجيل مما جعل أداءها الدؤوب على المسرح مميزا. في المجموع، سجلت نجاة الصغيرة أكثر من 200 أغنية  53 من أفضلها متاحة على موقع أبل «اي تيونز».
كان هذا النجاح رافدا لنجاة في السنوات اللاحقة، في الفترة التي كان يواجهها صعوبة في العثور على قصائد جديدة وما يقابلها من الألحان الموسيقية. وللتغلب على هذا النقص في القصائد والألحان، اضطرت نجاة إلى الاعتماد على قدراتها الخاصة في الأداء. على سبيل المثال: في عام 1976، يوم كانت في سن 37 عاما، قدمت العديد من الأغاني في فيلمها الأخير ” جفت الدموع “. وكانت إحدى هذه الأغاني أغنية “متى؟”، وهي من قصيدة كتبها نزار قباني ومن ألحان محمد عبد الوهاب. وكانت مدة هذه الأغنية في الفيلم أقل من عشر دقائق. لكن بعد نجاح الأغنية، وفي السنوات التي تلت ذلك الفيلم، غنت نجاة هذه الأغنية عدة مرات على خشبة المسرح. وكانت آخر مرة في عام 2002 (قبل الاعتزال). وفي واحدة من الحفلات التي قدمتها نجاة في الثمانينات، عندما كانت في الأربعينات من عمرها، أدت نجاة أغنية (متى؟) على المسرح بأداء استمر لما يقرب من ساعة! في هذا الأداء، مددت هذه الأغنية (نفس الأغنية التي ظهرت في الفيلم) من 10 دقائق إلى حوالي ساعة كاملة على المسرح. ويعتبر الكثيرون أن هذا الأداء كان ناجحا للغاية، وقد تم تسجيل هذه الحفلة تلفزيونيا ويمكن العثور عليها بسهولة على يوتيوب.

## أعمالها الفنية

### الأفلام
لنجاة 13 فيلما سينمائيا على مدى 30 عاما، حيث اعتزلت عن تصوير الأفلام عام 1976 عن عمر يناهز 37 عاما. وكل أفلامها تقريبا تحتوي على أغانٍ لها. وأشهر وأبرز هذه الأفلام هي تلك الأفلام التي قامت فيها بدور البطولة. وهذه الأفلام السبعة تندرج ضمن هذه الفئة:
- 1947: فيلم هدية، مع عزيزة أمير ومحمود ذو الفقار.
- 1947: الكل يغني
- 1950: فيلم محسوب العائلة، مع إسماعيل ياسين.
- 1954: فيلم بنت البلد، مع إسماعيل ياسين.
- 1958: فيلم غريبة، مع أحمد رمزي وأحمد مظهر.
- 1962: فيلم الشموع السوداء، مع صالح سليم وفؤاد المهندس.
- 1963: القاهرة في الليل
- 1966: فيلم شاطئ المرح، مع حسن يوسف.
- 1969: فيلم سبعة أيام في الجنة، مع حسن يوسف وعادل إمام.
- 1971: فيلم ابنتي العزيزة، مع رشدي أباظة.
- 1976: فيلم جفت الدموع، مع محمود ياسين ومحمود المليجي.

بعد اعتزالها من أفلام السينما استمرت نجاة الصغيرة لأكثر من ثلاثة عقود لاحقة قدمت فيها حفلات غنائية عديدة وبعدها اعتزلت من المسرح أيضا.

### الموسيقى
تعاونت نجاة مع العديد من ملحني الموسيقى العربية من القرن العشرين. أبرزهم كمال الطويل الذي لحّن “عيش معايا” ومحمد عبد الوهاب الذي لحّن لها كثيرا من أفضل أغنياتها. بما في ذلك أغنية “لا تكذبي” المشهورة.
ومن ضمن هؤلاء الملحنين:
- بليغ حمدي (1932-1993)[38] الذي لحّن “أنا في انتظارك”.
- سيد مكاوي (1927-1997) الذي لحّن ” تفرق كتير”.
- محمد الموجي (1923-1995)[39] الذي لحّن “عيون القلب”.
- محمود الشريف (1912-1990) الذي لحّن لها في عام 1955 الأغنية الرائعة «عطشان يا اسمراني» (والأغنية في مقصود بها نهر النيل) التي كتبها مرسي جميل عزيز.[40]
- عز الدين حسني (1927 - 2013) (شقيق نجاة) الذي لحّن لها «علي جناحك» التي كتبها محمد باحطيطي.[41]
- ولحُن لها هؤلاء بعض الأغنيات، منهم: رياض السنباطي (1906-1981)، حلمي بكر (مواليد 1937)، وكذلك زكريا أحمد (1896-1961).

### الكلمات
قائمة المتعاونين مع نجاة في مجال كتابة الأغنية قد تكون أطول من قائمة الملحنين. فإلى جانب الشاعر المشهور نزار قباني، تعاونت نجاة مع غيره من شعراء العربية وكتاب الأغنية من القرن العشرين. فقد كتب لها أيضا الشاعر مأمون الشناوي (1914-1994) صاحب أغنية “حبك حياتي” إضافة إلى شقيقه كامل الشناوي (1908-1965) الذي كتب “لا تكذبي" وكذلك عبد الرحمن الأبنودي الذي وصف صوتها بالدافئ وكتب لها أغنية "مثل الماس".
وتؤكد نجاة بنفسها في تلك المقابلة التي أجرتها مع التلفزيون المصري عام 1964، سعيها دائما لتحري جودة الكلمات التي تغنيها. وكانت حذرة للغاية ودقيقة في اختيارها للكلمات.
أحد الأمثلة على ذلك، هو أنها استبدلت عدة كلمات بل وحتى حذفت ربما أكثر من سطر واحد من أغنية “متي؟”. والقصيدة الأصلية كان قد كتبها نزار قباني قبل أن تجري نجاة عليها التعديلات ثم وافقت على أدائها![بحاجة لمصدر]

### الأغاني
| - أوصفوا لي الحب - بان عليا حبه - غريبة منسية - أسهر وأنشغل أنا - كلمني عن بكره - سمارة - دوبنا يا حبايبنا - أيظن - ناداني الليل - إلهي ما أعظمك - يا قلبك - حبيبي سامعني - عاليادي | - في وسط الطريق - شكل تاني - لا تكذبي - ساكن قصادي - كل شيء راح - إلى حبيبي - اسـتناني - ماذا أقول - أسألك الرحيلا - لا تنتقد خجلي - أنا بعشق البحر | - عيون القلب - يا سلام عليك - ناداني الليل - يا هاجر بحبك - الليلة دي - أما غريبة - متى ستعرف كم أهواك - مرّ هذا اليوم كالأمل - القريب منك بعيد - أما براوة |

## حياتها الخاصة
تزوجت نجاة مرتين. كان زواجها الأول في سن مبكرة، تحديدًا في عام 1955، عندما كانت بعمر 16 (أو 17) سنة، من كمال منسي الذي كان صديقًا لشقيقها، ثم انفصلت عنه حوالي عام 1960. ومن ثم تزوجت مرة أخرى في عام 1967 من زوجها الثاني، المخرج حسام الدين مصطفى (1926-2000)، إلا أنّها انفصلت عنه بعد مدة قصيرة، ولم تتزوّج منذ ذلك الحين، حيث تشير التقارير الإعلامية إنها اتّخذت قرارًا بتكريس حياتها لتربية طفلها الوحيد «وليد» من زواجها الأول، وإلى التفرغ لعملها.

### العدول عن الاعتزال
في بداية عام 2017، قررت نجاة الصغيرة العودة إلى الساحة الفنية من خلال أغنية «كل الكلام»؛ من كلمات عبد الرحمن الأبنودي، وألحان طلال، وتوزيع يحيى الموجي. وقد استغرق تنفيذ العمل سنة كاملة. وقد تم تصوير الأغنية فيديو كليب من إخراج هاني لاشين.

### الحالة الصحية
منذ عام 2006 لم تظهر نجاة الصغيرة على شاشة التلفزيون ولم تُشاهد في الأماكن العامة. في عام 2010، أكد أحد المراسلين أنها ما زالت تعيش في القاهرة، لكنها تسافر أحيانا إلى لندن في الصيف لتلقي العلاج الطبي. في عام 2014، في سن ال74، ظهرت نجاة في مكالمة هاتفية مع محطة تلفزيون عربية (قناة سي بي سي المصرية) وكانت تتحدث من ألمانيا حيث كانت تتلقى العلاج الطبي.
في يناير 2015، رفضت نجاة الصغيرة عروضا نقدية كبيرة من قنوات تلفزيونية تريد منها المشاركة في مسلسل تلفزيوني مقترحا عن أختها سعاد حسني.

## الجوائز
كُرِّمت نجاةُ الصغيرة كثيرًا، وحصلت على العديد من الجوائز. منها:
- في الستينيات حصلت على وسام من الرئيس المصري جمال عبدالناصر (1918- 1970).
- حصلت على وسامين من الرئيسين التونسيين الحبيب بورقيبة (1903- 2000)، ثم زين العابدين بن علي (1936- 2019).
- في عام 1985، قدَّم لها الملك حسين ملك الأردن (1935- 1999) وسام الاستقلال من الدرجة الأولى.
- في عام 2006، بعد نحو أربع سنوات من اعتزالها، حصلت نجاة على جائزة الشاعر الإماراتي سلطان بن علي العويس. وكان عنوان الجائزة «هؤلاء أسعدوا الناس» وقدِّمت في دبي. وحصلت نجاة على الميدالية الذهبية ومبلغ 100.000 دولار.
- في 20 يناير 2024م كرَّمتها هيئة الترفيه في المملكة العربية السعودية برعاية المستشار تركي آل الشيخ، عن مسيرتها الفنية، في حفل جوائز «جوي أووردز» (joy Awards) بمدينة الرياض.[10]

## وصلات خارجية
- نجاة الصغيرة على موقع IMDb (الإنجليزية)
- نجاة الصغيرة على موقع الدهليز
- نجاة الصغيرة على موقع قاعدة بيانات الأفلام العربية
- نجاة الصغيرة على موقع ميوزك برينز (الإنجليزية)
- نجاة الصغيرة على موقع أول ميوزيك (الإنجليزية)
- نجاة الصغيرة على موقع ديسكوغز (الإنجليزية)